# Saša
Saša je žensko in moško osebno ime.

## Izvor imena
Ime Saša, ki je tako žensko, kot tudi moško osebno ime izhaja iz ruskega imena Саша (Saša) in je skrajšana oblika imena Aleksander.

## Različice imena
- ženske oblike imena: Saši, Saška
- moške oblike imena: Saš, Saša, Saše, Sašek, Saši, Saško, Sašo

## Tujejezikovne oblike imena
- pri Angležih, Nemcih: Sascha
- Nizozemcih: Sascha, Sasja
- pri Rusih: Саша
- pri Švedih: Sasja, Sasha, Sacha, Sascha

## Pogostost imena
Po podatkih Statističnega urada Republike Slovenije je bilo na dan 31. decembra 2007 v Sloveniji število ženskih oseb z imenom Saša: 3.200. Med vsemi ženskimi imeni pa je ime Saša po pogostosti uporabe uvrščeno na 83. mesto.
Na isti dan pa je bilo po podatkih SURSa v Sloveniji število moških oseb z imenom Saša: 1.341. Med vsemi moškimi imeni pa je ime Saša po pogostosti uporabe uvrščeno na 142. mesto.

## Osebni praznik
V koledarju je ime Saša uvrščeno k imenu Aleksander.